# Mortes em 2023
Esta é uma relação de pessoas notáveis que morreram durante o ano de 2023.